# Wikipédia en scots
Wikipédia en scots (en scots : Scots Wikipaedia) est l’édition de Wikipédia en scots, langue anglo-frisonne (langue germanique) parlée en Écosse. L'édition est lancée le 23 juin 2005,,. Son code est : sco.
Au 4 juin 2025, l'édition en scots contient 34 373 articles et compte 117 494 contributeurs, dont 82 contributeurs actifs et 3 administrateurs.

## Historique et présentation
En août 2020, un scandale éclate après la révélation sur Reddit, par l'utilisateur Ultach, que l’édition en scots de Wikipédia contient un nombre anormalement élevé d’articles écrits en très mauvais scots. Ces articles ont été créés par un administrateur non scotophone qui traduisait des extraits d’articles de Wikipédia en anglais en greffant des mots scots inusités, et souvent mal orthographiés, à des constructions grammaticales anglaises,. L'utilisateur, qui contribue depuis l'âge de 12 ans, a écrit en six ans 23 000 articles et fait plus de 200 000 modifications. La moitié des articles de cette édition de Wikipédia seraient concernés par ce vandalisme culturel. Selon Ultach, « cette personne a probablement fait plus de dégâts à la langue scots que quiconque dans l'histoire ».

Aire de diffusion du scots en Écosse.
Aire de diffusion du scots en Irlande du Nord.

## Statistiques
- En février 2006, l'édition en scots atteint 1 000 articles.
- En novembre 2010, elle atteint 5 000 articles.
- En juillet 2013, elle atteint 15 000 articles.
- En août 2020, elle compte 57 923 articles.
- Le 31 octobre 2022, elle contient 40 085 articles et compte 97 385 contributeurs, dont 91 contributeurs actifs et 4 administrateurs.
- Le 8 septembre 2024, elle contient 34 512 articles et compte 112 046 contributeurs, dont 82 contributeurs actifs et 3 administrateurs.